# Jiří Seifert

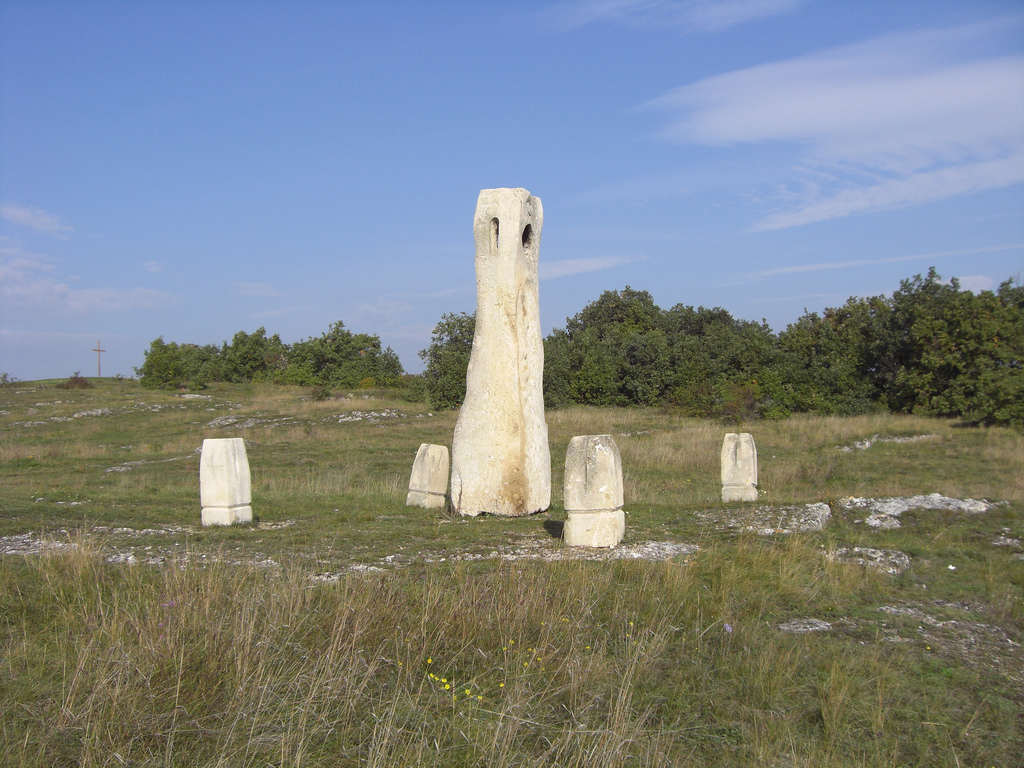
Sculptuur van Seifert in Sankt Margarethen im Burgenland

Jiří Seifert (Praag, 5 september 1932 - 1999) was een Tsjechische beeldhouwer.

## Leven en werk
Seifert volgde van 1947 tot 1951 een opleiding aan de kunstnijverheidsschool in Jablonec nad Nisou en studeerde daarna tot 1958 bij de beeldhouwer Bedřich Stefan aan de kunstacademie van Praag. In de vijftiger jaren trad hij in het huwelijk met de kunsthistorica Hana Korecká, die bekendheid geniet als curator 17e- en 18e-eeuwse Nederlandse en Duitse schilderkunst van de Praagse Nationale Galerie (Národní galerie v Praze).
In 1958 ging het echtpaar in Liberec wonen, waar hij samenwerkte met architecten en zijn echtgenote hielp bij de opbouw van een collectie Hollandse en Vlaamse schilderkunst voor de Oblastní galerie v Liberci. Samen organiseerden zij tentoonstellingen van moderne schilder- en beeldhouwkunst, die het museum een goede naam bezorgden, zoals de expositie van beelden in de openbare ruimte in 1964 en Sculpture and the city (Socha a město Liberec) in 1969. In 1970, na de Praagse Lente, werd zij van haar functie bij het museum ontheven. Zij verhuisden naar Řevnice bij Praag, waar hij werkzaam was als restaurator van beelden. Bijna twintig jaar heeft hij zijn beroep als beeldhouwer in het voormalige Tsjecho-Slowakije niet kunnen uitoefenen.

## Beeldhouwsymposia
Seifert nam deel aan diverse internationale symposia voor steenbeeldhouwers in Europa:
- 1969: Symposion Europäischer Bildhauer in Sankt Margarethen im Burgenland (Oostenrijk) - Skulptur mit vier Säulen
- 1991: Beeldhouwsymposium Syke in Syke (Duitsland) - sculptuur Guten Tag Syke
- 1991: Symposium Hořice (Tsjechië) - sculptuur Balancing Boulder
- 1995: Granietsymposium Milevsko in Milevsko (Tsjechië)[3] - sculptuur The Table